# Brenton Thwaites
Brenton Thwaites (Cairns, 10 augustus 1989) is een Australisch acteur.
Thwaites is het meest bekend met de rol van Stu Henderson in de Australische soap Home and Away. Na een aantal Australische film en televisieproducties verhuisde hij in 2013 naar de Verenigde Staten, waar hij zijn internationale filmcarrière begon met de mannelijke hoofdrol in de horrorfilm Oculus. Voor de opnames van de misdaadthriller Son of a Gun en de romantische dramafilm Ruben Guthrie keerde hij even terug naar zijn geboorte land. In 2014 won Thwaites een 'Rising Star Award' op het Hawaii International Film Festival. In 2017 speelde hij ook in de beroemde slot film van Pirates of the Caribbean genaamd Dead Men Tell No Tales ofwel Salazar's Revenge.

## Filmografie
- 2010: Charge Over You als Sam
- 2012: Blue Lagoon: The Awakening als Dean McMullen
- 2012: Save Your Legs! als Mark
- 2013: Oculus als Tim Russell
- 2014: The Signal als Nic
- 2014: Maleficent als Prins Phillip
- 2014: The Giver als Jonas
- 2014: Son of a Gun als JR
- 2014: Ride als Angelo
- 2015: Ruben Guthrie als Chet
- 2016: Gods of Egypt als Bek
- 2017: Pirates of the Caribbean: Dead Men Tell No Tales ofwel Salazar's Revenge als Henry Turner
- 2018: Office Uprising als Desmond
- 2018: An Interview with God als Paul Asher
- 2019: A Violent Separation als Norman Young
- 2020: Ghosts of War als Chris
- 2020: I Met a Girl als Devon Cassidy

### Televisieseries
- 2011: Sea Patrol als Leigh Scarpia (1 aflevering)
- 2011: Slide als Luke Gallagher (10 afleveringen)
- 2011-2012: Home and Away als Stu Henderson (56 afleveringen)
- 2018-2022: Titans als Dick Grayson (31 afleveringen)

## Prijzen en nominaties
| Jaar | Prijs                                                  | Categorie                                              | Werk                                                   | Uitslag     |
| ---- | ------------------------------------------------------ | ------------------------------------------------------ | ------------------------------------------------------ | ----------- |
| 2014 | Rising Star Award (Hawaii International Film Festival) | Rising Star Award (Hawaii International Film Festival) | Rising Star Award (Hawaii International Film Festival) | Gewonnen    |
| 2017 | CinemaCon Award                                        | Breakthrough Performer of the Year                     | Breakthrough Performer of the Year                     | Gewonnen    |
| 2017 | Teen Choice Award                                      | Choice Movie Actor: Action                             | Pirates of the Caribbean: Dead Men Tell No Tales       | Genomineerd |
| 2019 | Teen Choice Award                                      | Choice TV Actor: Action                                | Titans                                                 | Genomineerd |